# Иван Пумпалов
Иван Костадинов Пумпалов, известен като Добринищанино или Добринищалията, е български революционер, деец на Вътрешната македоно-одринска революционна организация.

## Биография
Пумпалов е роден през 1871 година или 1877 година в разложкото село Добринища, тогава в Османската империя. Влиза във ВМОРО и става четник при Яне Сандански. По-късно в 1912 година е самостоятелен войвода в Горноджумайско и Разложко. При избухването на Балканската война е доброволец в Македоно-одринското опълчение в четата на Йонко Вапцаров и 1 рота на 15 щипска дружина.
След Първата световна война е кмет на Добринище. Умира през 1945 година.